# Vinhós (Peso da Régua)
Vinhós is een plaats (freguesia) in de Portugese gemeente Peso da Régua en telt 551 inwoners (2001).